# عصام أبو داود
عصام طلال أبو داود، لاعب كرة قدم سعودي يلعب حالياً في نادي الدرع.

## مسيرة اللاعب
مثل نادي جدة ونادي النجوم ونادي اللواء ونادي وج ونادي الصقور ونادي قلوة ونادي الريان ونادي الدرع.